# 델 섀넌
델 섀넌(Del Shannon, 1934년 12월 30일 ~ 1990년 2월 8일)은 미국의 싱어송라이터이다. 빌보드 차트 1위 히트곡인 "Runaway"로 유명하다.